# Алексеева, Эмилия Августовна
Эмилия Августовна Алексеева (1890, Финляндия — 1919, Барнаул) — российская революционерка финского происхождения, деятель российского женского движения начала XX века, участница борьбы за установление советской власти на Алтае.

## Биография
Эмилия (урожденная Солин) родилась в 1890 году в Финляндии. В поисках заработка семья переехала в Петербург, где отец устроился литейщиком на Путиловский завод. Отец погиб в результате производственной аварии, и по окончании гимназии Эмилия работала телефонисткой. За участие в деятельности забастовочного комитета телефонной станции была первый раз арестована и три недели отсидела в тюрьме, после чего была лишена права жить в Петербурге.
В 1910 году вступила в РСДРП, участвовала в организации и распространении журнала «Работница». Большая заслуга Э. Алексеевой в выходе в свет первого номера журнала в 1914 года, накануне которого вся редакция журнала, за исключением А. И. Ульяновой-Елизаровой, была арестована.
В ноябре 1914 года за участие в собраниях и митингах против начавшейся Первой мировой войны Эмилия Солин была арестована и сослана в с. Курагино Минусинского уезда. В ссылке не прекращала партийной деятельности: переписывалась с Е. Д. Стасовой, размножала и распространяла среди ссыльных прокламации с разъяснением большевистской позиции по вопросу о войне.
После Февральской революции возвратилась в Петроград, вновь включилась в работу редколлегии журнала «Работница». В конце апреля 1917 года беседовала о работе среди женщин с В. И. Лениным, который посоветовал ей создать организацию женщин Петрограда. В ноябре 1917 года на первой конференции женщин Петрограда была избрана в президиум и выступила с докладом «Об организации работниц и их задачах».
В мае 1918 года с двухлетним сыном (муж был на фронте) по партийному заданию с группой петроградских рабочих выехала на Алтай для помощи в организации революционных преобразований. В Барнауле их застал контрреволюционный переворот. Алексеева с ребёнком оказалась в тюрьме. Через 2 месяца её освободили. После освобождения участвовала в нелегальной работе: печатала и распространяла листовки, организовывала конспиративные «пятерки», возглавляла работу подпольного Красного Креста, помогавшего семьям жертв белого террора продуктами и лекарствами.
В августе 1918 года под именем Марии Зверевой участвовала в работе проходившей в Томске подпольной 1-й Западно-сибирской конференции большевиков в качестве единственного представителя от Барнаула.
Как установил краевед Василий Гришаев, Эмилия Алексеева имела поразительное сходство во внешности с матерью писателя-натуралиста Максима Зверева — Марией Фёдоровной Зверевой. Семья Зверевых до революции числилась у барнаульской полиции как «политически неблагонадёжная». Вероятно, именно мать писателя дала Эмилии Алексеевой свой паспорт для поездки в Томск на подпольную конференцию большевиков в августе 1918 года.
В сентябре 1918 года была избрана членом Барнаульского подпольного комитета РКП(б), затем его секретарем. Организовала побег из тюрьмы бывшего председателя Томского совета В. Ф. Тиунова.
23 августа 1919 года была вновь арестована колчаковской контрразведкой. В тюрьме, опасаясь, что не выдержит пыток и назовет товарищей по подполью, приняла яд.

## Семья
Будучи в ссылке в поселке Курагина, вышла замуж за ссыльного рабочего-большевика М. Н. Алексеева. В июне 1916 г. у них родился сын Борис. После смерти Эмилии Алексеевой мальчика приютила подруга Эмилии Фрида Андрэй. В октябре 1920 года их нашёл М. Н. Алексеев, который затем женился на Фриде Андрэй. Борис Алексеев окончил семилетнюю школу, фабрично-заводское училище, работал токарем и поступил в институт механизации сельского хозяйства. В 1939 году добровольцем пошёл на Советско-финскую войну, в которой участвовал в качестве бойца лыжного батальона. В июле 1941 года вступил в народное ополчение, в августе 1941 года погиб в боях под Лугой.

## Память
Именем Э. Алексеевой названа улица в Барнауле.